# M.II Lebaudy

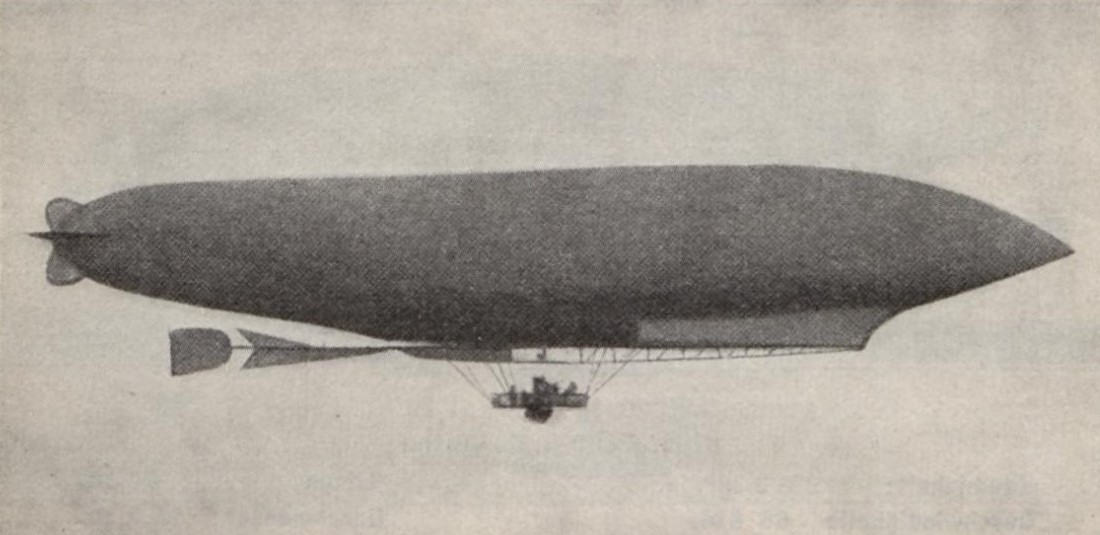
M.II Lebaudy

Das k.u.k. M.II Lebaudy war ein halbstarres Prallluftschiff mit einem Zentralballonett und einer Wassergewichtssteuerung zur Schwerpunktverlagerung. Seine Erstfahrt fand am 30. Mai 1910 in Fischamend statt. Es wurde nach dem System von Ingenieur Julliot und den Brüdern Lebaudy gefertigt. Das zweite Luftschiff im Besitz der k.u.k. Luftschifferabteilung war in der Körtinghalle der Militär-Aëronautischen Anstalt Fischamend stationiert. Mit ihm sollten Erfahrungen im Bau und Betrieb von Motorballonen gewonnen werden. Das nach französischem Entwurf gebaute Luftschiff bot fünf Besatzungsmitgliedern Platz.

## Technische Daten
| Kenngröße               | Daten                                                                           |
| ----------------------- | ------------------------------------------------------------------------------- |
| Hersteller              | Österreichische Motor-Luftfahrzeuggesellschaft                                  |
| Ballonhülle             | Österreichisch-Amerikanische Gummiwarenfabrik                                   |
| Motor und Motorengondel | Daimlerwerke Wiener Neustadt                                                    |
| Länge                   | 69 m                                                                            |
| Durchmesser             | 10,4 m                                                                          |
| Traggasinhalt           | 3200 m³ – nach Umbau 3800 m³                                                    |
| Maximalgeschwindigkeit  | 45 km/h                                                                         |
| Reisegeschwindigkeit    | 40 km/h                                                                         |
| Gipfelhöhe              | 1500 m                                                                          |
| Reichweite              | 450 km                                                                          |
| Motorisierung           | 1 Austro-Daimler 100 PS (74 kW) mit zwei zweiflügeligen Luftschrauben mit ø 3 m |

## Trivia
Eine Vielzahl französischer Monteure war für Montage und Testfahrten des fehleranfälligen Luftschiffs nach Fischamend gekommen.
Nach einer Überlandfahrt am 18. März 1911 nach Linz herrschten derartige Windverhältnisse, dass man Gas und Luft aus dem Ballonett entweichen lassen musste. Das abgebaute Luftschiff wurde per Schiff über die Donau zurück nach Fischamend gebracht und nicht wieder instand gesetzt. Seine Ballonhülle fand im Freiballon „Fischamend“ Wiederverwendung. Sie verbrannte vollständig, nachdem sich das Ballongas bei einer seiner ersten Auffahrten entzündete.